# Tornes
Tornes este o localitate din comuna Fræna, provincia Møre og Romsdal, Norvegia, cu o suprafață de 0,38 km² și o populație de 512 locuitori (2013).